# Tung Tung Tung Sahur

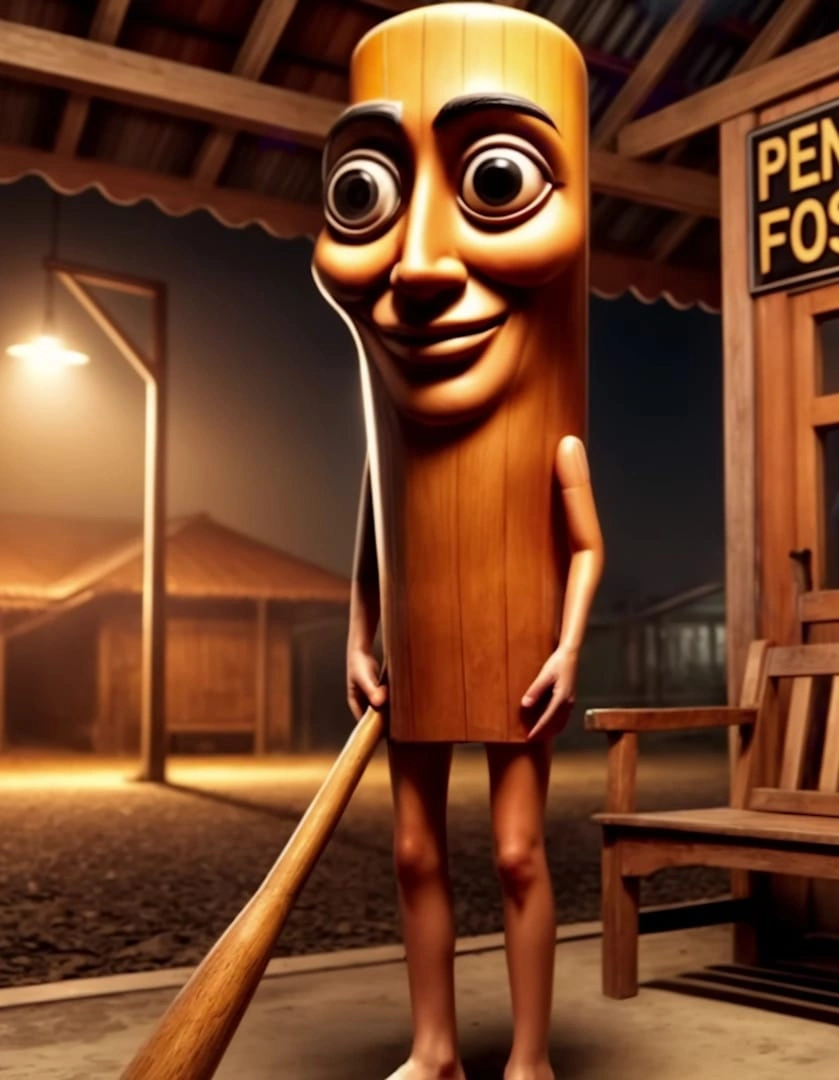
Tung Tung Tung Sahur

Tung Tung Tung Sahur é um dos personagens principais do Brainrot italiano, de origem indonésia que foi gerado por inteligência artificial e surgiu no final de fevereiro de 2025 no TikTok, sendo um dos primeiros personagens do fenômeno.  É um bastão animado antropomórfico segurando um bastão.

## Etimologia
O nome deste personagem vem de três palavras: "tung", uma onomatopeia que imita o som de um tambor em indonésio, e "sahur", que é a refeição consumida antes do amanhecer, antes do início do jejum diário durante o Ramadã, que era feito para acordar as pessoas durante o Ramadã.